# 면리제
면리제(面里制)는 조선시대에 제정된 행정구역 제도였다. 조선 세조 때 한명회의 건의로 제정된 오가작통법이 그 시초였다. 1485년 한명회에 의해 경국대전에 등재됨으로써 성문법화되었다. 면리제는 조선이 멸망한 뒤에도 일제강점기와 현대 한국의 행정 제도로 유지되고 있다.
고려시대의 하부 행정조직인 향소부곡제도에서 한명회에 의해 오가작통법 및 면리제가 확산되면서 하부 행정구역의 명칭이 변경되었다.

## 기원
조선시대 전기의 권신이자 의정부의 영의정을 지낸 한명회가 오가작통법을 만들면서 지방의 행정구역은 면과 리로 이름을 정하였다. 면을 지역별로 리로 나누고 5~10개의 통을 모아서 1개 리로 정하였다. 부(府), 군(郡)과 현(縣)에 면이 소속되어 있었고, 면에는 몇개의 리로 나누어 관할하는 형식이었다. 군현제는 폐지되었으나 면리제는 1910년 이후에도 존속되었다. 1485년 한명회(韓明澮)에 의해 《경국대전》에 등재되었는데 경국대전에 기재된 내용에 의하면 수도인 한성에서는 5개의 호(戶)를 1개의 통(統)으로 구성하고 리(里)는 5개의 통(統)으로 구성하며 면(面)은 3~4개의 리(里)로 구성하여 통에는 통주(統主) 또는 통수(統首)를 두어 조직을 강화하였다.
지방에서도 한성과 동일하게 5개의 호(戶)를 1개의 통(統)으로 구성하고 리(里)는 5개의 통(統)으로 구성하여 3~4개의 리(里)들로 면(面)을 형성하여 면에는 권농관(勸農官)이라는 관리관을 두었으나 초기에는 제대로 정착되지 못하고 조선 중기부터 본격적으로 활성화되었다. 리에는 이장(里長) 또는 이감(里監), 이정(里正)이 있고, 이장, 이감, 이정 등으로 불리는 마을대표는 면의 근농유사 또는 권농유사를 겸하여 면장, 권농관의 면정에 참여했다.

## 경과
면과 리의 직책은 경국대전, 대전회통 등 당시 국법에 구체적으로 명시되지는 않고 자체적으로 운영되었다. 조선 정조 때의 평안도관찰사 홍양호(洪良浩)는 자신의 저서 목민대방 (牧民大方)에 당시 면리제 운영 현황을 기록해두었다.
면에는 면청의 관원과 향리가 있었으며, 이를 면임(面任)이라 부른다. 면임에는 권농관 혹은 면장이 있고 그 다음 풍헌(風憲)이 해당 면 권농감관(勸農監官)을 겸하며 면내의 문화, 풍속, 공보, 농업 등을 주관한다. 부헌(副憲) 또는 약정(約正)은 권농관, 풍헌을 보좌하고 이 밖에 각종 차역(差役)에 관한 일을 별도로 담당한다. 검독(檢督) 면내에 발생한 검납(檢納), 추착(推捉) 등 사건 조사의 일을 담당한다. 도장(都將)은 장정, 병력을 이끌고 면내의 순경(巡警), 순찰, 금령(禁令), 단속의 업무를 담당한다. 훈장(訓長)은 서당의 훈장이 아닌 면청의 훈장으로서 권강(勸講), 교육, 고과(考課)를 담당한다. 향약정(鄕約正)은 향약을 실시하는 면 지역에 한해 존재하는 직책으로서 향약 규정과 집행의 일을 맡는다. 그밖에 면의 행정업무를 보좌하는 유사(有司), 향리로 구성된 이속 등이 있었다.
리임(里任)은 리의 직책이다. 이장(里長), 이감(里監)은 마을의 우두머리로서 리내(里內)의 문화, 공보, 권농, 마을행사를 주관한다. 이장 이정 이감은 면의 권농유사 또는 근농유사직을 겸하여 면정에 참여한다. 이정(里正)은 리내의 검납, 추족 등의 조사와 차역 동원을 담당한다. 기찰장(譏察將)은 리내의 순경, 금령, 조사 등의 일을 담당한다.
조선 후기에 면리제로 정착되었다. 이는 1910년 한일 강제병합 이후 일제강점기에도 바꾸지 못하였다. 1930년에 조선총독부 관제를 발표하여 읍면제로 명칭을 바꾸었고, 광복 이후에도 부, 정 등은 사라졌지만 면리제는 대한민국 정부나 북한 정부 수립 이후에도 통용되고 있다. 북한은 1952년에 읍면을 폐지하였다.
북한은 1952년 11월 27일 내각 제24차 전원회의에서 수상 김일성이 행정체계와 행정구역 단순화를 제시, 1952년 12월 22일 북한 최고인민회의 상임위원회는 '북반부지역에 있어서의 행정체계 중 면(面)을 폐지함에 관하여'라는 정령을 발표하고, 12월 27일부로 면을 폐지하였다.

## 같이 보기
- 한명회
- 경국대전
- 신유박해
- 기해박해
- 오가작통법